# Rainer Bonhof
Rainer Bonhof (* 29. März 1952 in Emmerich) ist ein ehemaliger deutsch-niederländischer Fußballtrainer und -spieler. Er spielte für Borussia Mönchengladbach, den FC Valencia, den 1. FC Köln und Hertha BSC. In der Fußball-Bundesliga hat der Mittelfeldspieler insgesamt 313 Ligaspiele absolviert und dabei 57 Tore erzielt. Sein größter sportlicher Erfolg als Spieler war der Gewinn der Fußball-Weltmeisterschaft 1974.
Bonhof war nach seiner Spielerlaufbahn unter anderem Assistent von Bundestrainer Berti Vogts. Von Februar 2009 bis März 2024 war er Vizepräsident von Borussia Mönchengladbach, seit März 2024 ist er Präsident.

## Karriere

### Jugend und Borussia Mönchengladbach, bis 1978

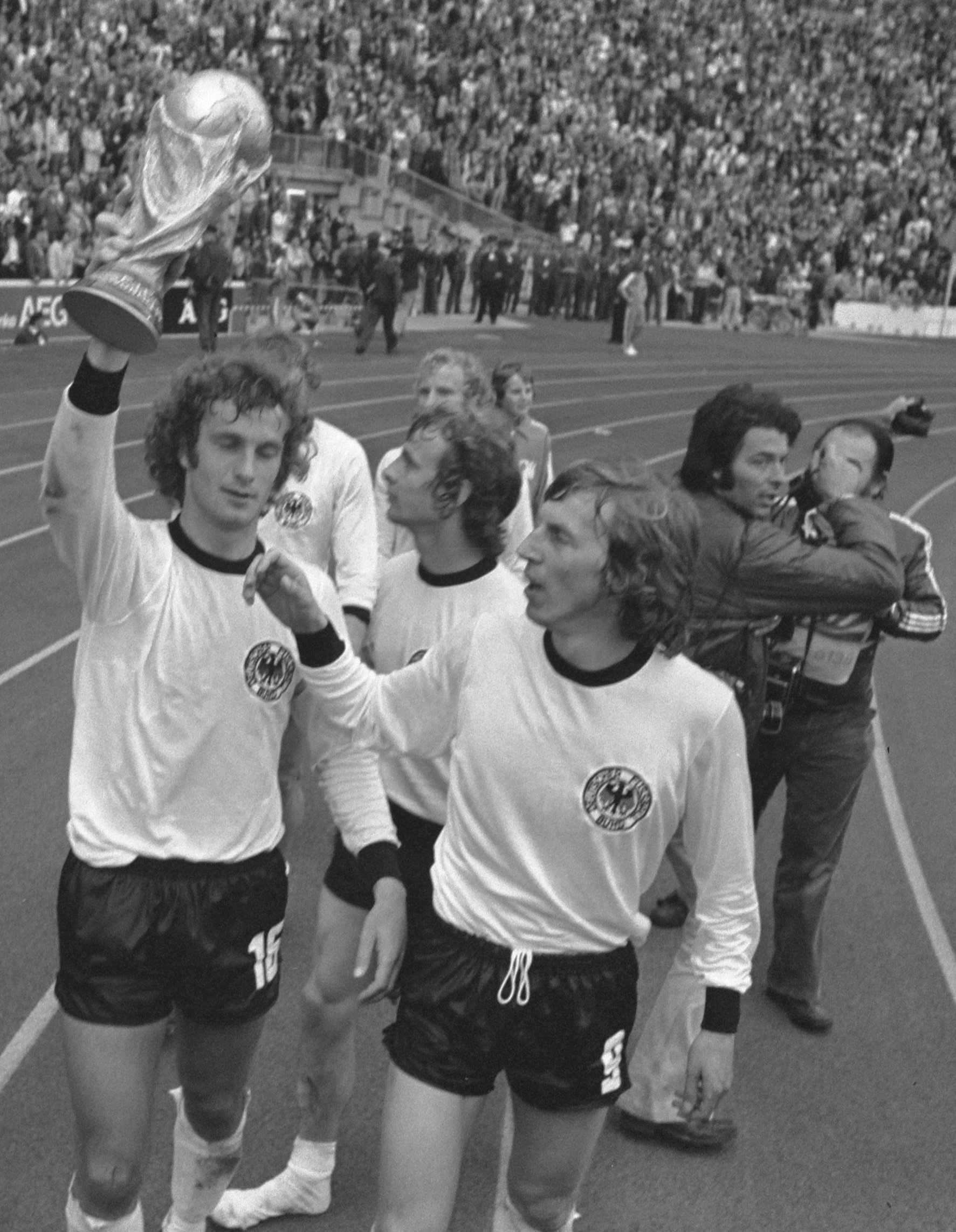
Rainer Bonhof mit dem WM-Pokal nach dem Finalsieg bei der Weltmeisterschaft 1974. Zusammen mit Bernd Hölzenbein, Jürgen Grabowski und Berti Vogts dreht er im Münchener Olympiastadion eine Ehrenrunde

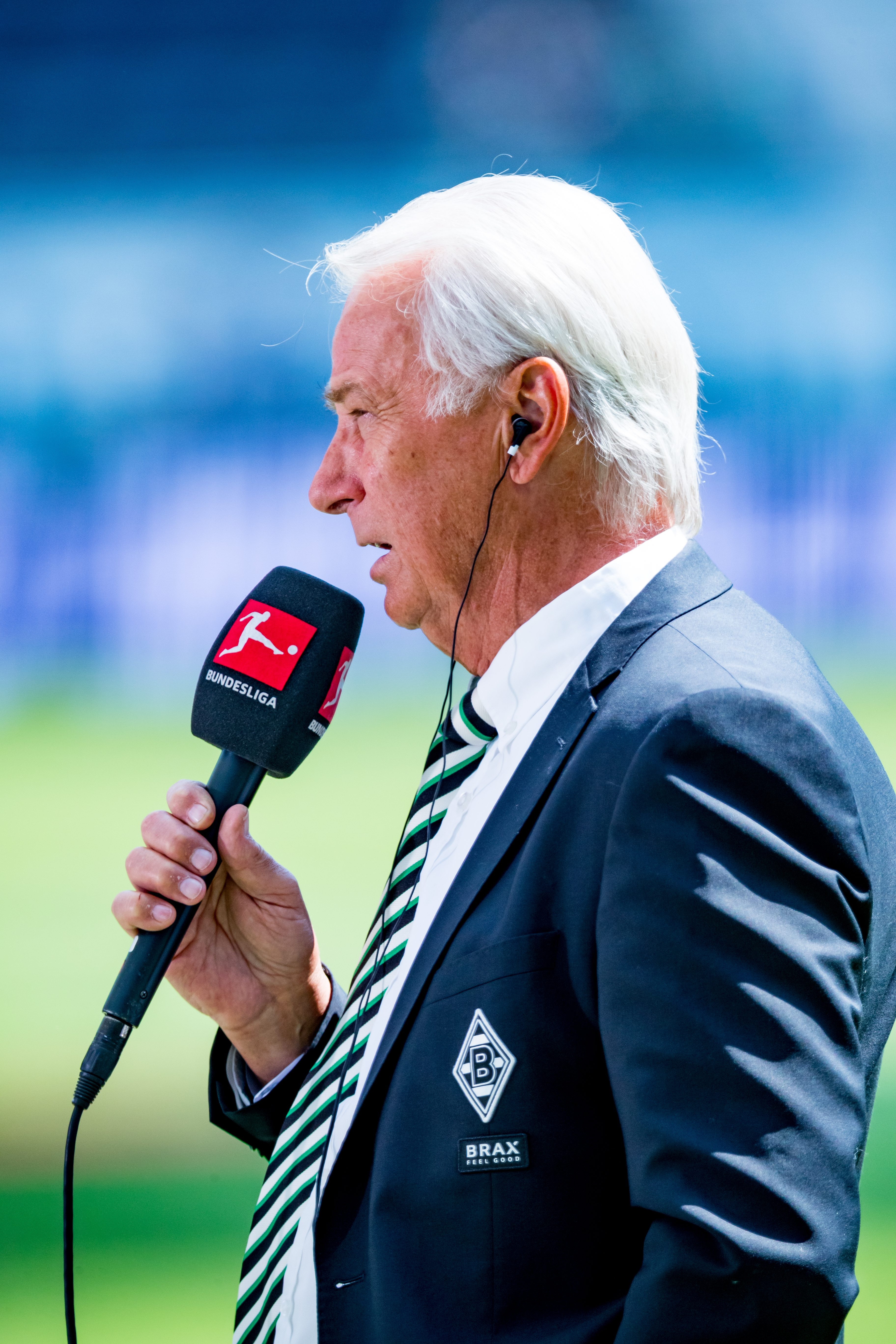
Rainer Bonhof im Mai 2022

Geboren und aufgewachsen ist Rainer Bonhof als viertes Kind eines Formenvorrichters in Emmerich. In der Stadt am Niederrhein, unweit der Grenze zu den Niederlanden, startete der in Deutschland geborene Holländer seine Fußballerlaufbahn. Zum elften Geburtstag wurde der aus ärmlichen Verhältnissen stammende Bonhof Mitglied von SuS Emmerich und durchlief hier sämtliche Jugendmannschaften. Sein Ehrgeiz und Trainingsfleiß führte ihn in diverse Auswahlmannschaften und als Höhepunkt bestritt er am 18. Oktober 1969 in Geleen gegen die Auswahl der Niederlande sein erstes Jugendländerspiel (Endstand 1:1) für den DFB. Zu diesem Zeitpunkt hatte er die niederländische Staatsbürgerschaft, da sein Großvater Niederländer war. Er stürmte auf Linksaußen und bildete mit Halbstürmer Uli Hoeneß den linken Flügel der von DFB-Trainer Herbert Widmayer betreuten DFB-Auswahl. Bonhof wurde nach diesem Spiel deutscher Staatsbürger. Im Mai 1970 nahm er mit den DFB-Talenten am UEFA-Juniorenturnier in Schottland teil. Schon ab Dezember 1969 hatte Gladbach Trainer Hennes Weisweiler den 17-Jährigen nach Mönchengladbach geholt und formte aus dem kantigen Stürmer einen Mittelfeld- und Offensivspieler von internationalem Format: dynamisch, schussgewaltig, zweikampfstark und von großer Ausdauer. Von seinem ersten Profigehalt kaufte er seinen Eltern eine neue Wohnungseinrichtung.
Am ersten Spieltag der Saison 1970/71, am 15. August 1970, debütierte der Nachwuchsspieler Rainer Bonhof beim Titelverteidiger Borussia Mönchengladbach beim 2:0-Heimerfolg gegen Kickers Offenbach in der Bundesliga. Mit den zwei Flügelstürmern Horst Köppel und Ulrik le Fevre bildete er dabei als zentrale Spitze den Dreierangriff der Bökelbergelf und erzielte in der 79. Spielminute den 1:0-Führungstreffer. Gegen die Klasse der Offensivspieler wie Jupp Heynckes, Horst Köppel, Herbert Laumen und Le Fevre konnte er sich im Rundenverlauf aber noch nicht behaupten und musste sich beim Meisterschaftsgewinn mit elf Einsätzen und einem Torerfolg begnügen. Trainer Weisweiler hatte den Neuling auch bereits im September 1970 in den zwei Spielen gegen EPA Larnax (6:0, 10:0) im Europapokal der Landesmeister als Einwechselspieler zum Einsatz gebracht. Ab der Saison 1971/72 gehörte er aber der Stammformation der Borussia an, jetzt hatte ihn Trainer Weisweiler in das Mittelfeld zurückgezogen und da verbesserte sich der Mann aus Emmerich stetig und wurde schnell zu einem Leistungsträger der Bökelbergelf. Bonhof gehörte auch dem Borussenteam an, welches am 20. Oktober 1971 im Europacup Inter Mailand mit einem furiosen 7:1 auseinandernahm. Durch den legendären Büchsenwurf wurde das Spiel annulliert und Mönchengladbach schied durch die 2:4-Auswärtsniederlage in Mailand aus dem Wettbewerb aus. Am Rundenende, am 26. Mai 1972, debütierte Bonhof bereits beim Länderspiel in München gegen die Sowjetunion (4:1) unter Bundestrainer Helmut Schön in der Nationalmannschaft. Er wurde in der 2. Halbzeit für den Bremer Verteidiger Horst-Dieter Höttges eingewechselt.
In der Saison 1972/73 zog Bonhof mit Mönchengladbach im UEFA-Pokal 1972/73 in das Finale gegen den FC Liverpool ein. Ohne Libero Klaus-Dieter Sieloff verlor man an der Anfield Road gegen den von Kevin Keegan angeführten Gastgeber mit 0:3 und konnte dies auch nicht mehr durch den 2:0-Heimerfolg am 23. Mai 1973 wettmachen. Der 2:1-Sieg nach Verlängerung im DFB-Pokalfinale am 23. Juni 1973 in Düsseldorf gegen den 1. FC Köln setzte aber dieser Runde die Krone auf. Es ging 1973/74 in der Bundesliga wieder nach vorne, die „Fohlen“ wurden Vizemeister und zogen im Europapokal der Pokalsieger in das Halbfinale ein, wo sie aber am AC Mailand scheiterten (0:2, 1:0). Der junge Bonhof entwickelte sich kontinuierlich weiter und gehörte bereits jetzt zu den unverzichtbaren Säulen des Gladbacher Spiels und gehörte aus diesem Grund auch dem Spielerkader für die Weltmeisterschaft 1974 an. Seinen frühen Höhepunkt der sportlichen Erfolge erlebte der Mittelfeldantreiber im Finale der Weltmeisterschaft, als er mit seinen Mannschaftskollegen mit 2:1 den Weltmeistertitel gegen die Niederlande erringen konnte.
Der junge Weltmeister erlebte im Jahr nach der Weltmeisterschaft 1974, in der Saison 1974/75, eine überragende Runde mit Borussia Mönchengladbach. Mit sechs Punkten Vorsprung gegenüber Hertha BSC errang die Mannschaft von Trainer Weisweiler die Meisterschaft und setzte sich auch im UEFA-Pokal in den zwei Finalspielen im Mai 1975 gegen Twente Enschede (0:0, 5:1) durch. Nach dem Weggang von Trainer Weisweiler zu Barcelona errang Bonhof unter Trainer Udo Lattek noch die zwei weiteren Meisterschaften 1976 und 1977, zog 1976 in das Halbfinale im Europacup der Meister ein, stand im Endspiel 1977 in Rom gegen den FC Liverpool und scheiterte 1978 im Halbfinale erneut an Liverpool. Insgesamt werden für Rainer Bonhof im Europapokal mit Mönchengladbach 57 Spiele mit 10 Toren gelistet, ohne das annullierte 7:1 gegen Inter Mailand.
In der Bundesliga absolvierte Bonhof 1977/78 die letzte Saison für Mönchengladbach und wurde punktgleich mit Meister 1. FC Köln, Vizemeister und hatte dabei 33 Ligaspiele bestritten und 12 Tore erzielt. Er unterschrieb einen neuen Vertrag bei Valencia CF und wechselte zur Saison 1978/79 nach Spanien. In seiner Spielerzeit galt der gelernte Kfz-Mechaniker als Freistoßspezialist und war gefürchtet für seine präzisen Schüsse und Elfmeter. Er war Schütze des ARD-Tor des Jahres 1978 und Mitglied der FIFA-Weltauswahl 1980 gegen den FC Barcelona zugunsten von UNICEF.
In der Chronik zu Mönchengladbach wird Bonhof wie folgt zitiert: „Ohne Weisweiler wäre ich wohl Amateur geblieben. Ich muss dem Schicksal dankbar sein, dass es mich zu ihm geschickt hat“. Er sagte auch noch: „Beim 5:1 im UEFA-Cup-Endspiel gegen Enschede 'spielte die beste Borussia, die es je gab'“.

### Valencia und erneut Bundesliga, 1978 bis 1983
Nach acht Jahren in Diensten der Borussia folgte der passionierte Tennisspieler dem Lockruf der Pesetas nach Spanien zum Valencia CF. Obwohl hier nur zwei Jahre unter Vertrag, konnten sich die Erfolge mit den Spaniern durchaus sehen lassen: Bonhof wurde spanischer Pokalsieger 1979 und Europapokalsieger der Pokalsieger 1980. In der Primera División hat er an der Seite von Mario Kempes für Valencia 60 Ligaspiele bestritten und zehn Tore erzielt.
In 311 Bundesligaspielen erzielte Bonhof 57 Tore und in 82 Europapokalspielen kam er auf 14 Treffer.
Zur Runde 1980/81 kehrte er in die Bundesliga zurück und schloss sich dem 1. FC Köln an. Gleich im ersten Jahr erreichte der Rechtsfuß mit den Geißböcken das Halbfinale des UEFA-Pokals und wurde 1981/82 deutscher Vizemeister. Unter Trainer Rinus Michels hatte Bonhof an der Seite von Mitspielern wie Harald Schumacher, Bernhard Cullmann, Paul Steiner, Gerd Strack, Holger Willmer, Klaus Allofs, Klaus Fischer, Pierre Littbarski und Tony Woodcock in 34 Ligaeinsätzen neun Tore erzielt.
In der Spielzeit 1982/83 hatte er zunächst mit Verletzungspech und später mit seiner Unzufriedenheit zu kämpfen. Trainer Michels setzte nicht mehr auf den Routinier, der in der Winterpause zur Berliner Hertha „flüchtete“. Die Zeit an der Spree endete nach nur einem halben Jahr, mit lediglich sechs Bundesligaeinsätzen und dem Abstieg von Hertha in die 2. Bundesliga – Bonhof musste seine Laufbahn verletzungsbedingt beenden. Am 4. September 1984 feierte er mit einem Spiel gegen die WM-Elf von 1974 auf dem Bökelberg seinen Abschied.

### Nationalmannschaft, 1972 bis 1981
Von 1972 bis 1981 trug Bonhof, dessen Vater Peter bereits ein guter Fußballer war und ein Angebot von FC Schalke 04 ausgeschlagen hatte, als Mittelfeldspieler 53 mal das Nationaltrikot und erzielte neun Treffer. Er war der erste eingebürgerte Nationalspieler.
Sein größter sportlicher Erfolg war der Weltmeistertitel 1974 in München, als Deutschland die Niederlande im Endspiel mit 2:1 besiegte, wobei er das entscheidende Tor von Gerd Müller zum 2:1 vorbereitete. Bonhof war bei dieser WM der jüngste Spieler im Kader. Außerdem wurde er 1976 mit Deutschland Vize-Europameister in Jugoslawien sowie 1972 und 1980, jeweils ohne Einsatz, Europameister.
Der erste internationale Einsatz im DFB-Team nach den Jugendländerspielen gab es für Bonhof am 9. Oktober 1971 in Lodz in einem Europameisterschaftsqualifikationsspiel der U 23-Junioren gegen Polen (1:1). Zwei Wochen nach seinem dritten Juniorenländerspiel debütierte das Talent aus Mönchengladbach in der A-Nationalmannschaft. Er wurde am 26. Mai 1972 in München beim Länderspiel gegen die Sowjetunion (4:1) in der 2. Halbzeit für Horst-Dieter Höttges eingewechselt. Erst am 24. November 1973 wurde er von Bundestrainer Helmut Schön zum zweiten Mal in die A-Nationalelf berufen. Beim 2:1-Sieg gegen Spanien wurde er wiederum für Höttges eingewechselt. Auch sein dritter Einsatz am 17. April 1974 bei einem 5:0 gegen Ungarn war eine Einwechslung. Er wurde in den Kader für die Weltmeisterschaft 1974 aufgenommen und absolvierte während des WM-Turnieres seine ersten vier Länderspiele von Beginn an, darunter das WM-Finale am 7. Juli 1974 in München gegen die Niederlande (2:1). Durch seine Lauf- und Zweikampfstärke bereicherte er die Qualität des Mittelfeldes und erschwerte entscheidend die Kontermöglichkeiten der gegnerischen Mannschaften.
In seinem zweiten großen Turnier mit der DFB-Elf verlor er am 20. Juni 1976 das Finale um die Fußballeuropameisterschaft in Belgrad im Elfmeterschießen gegen die Tschechoslowakei. Er verwandelte im Elfmeterschießen seinen Elfmeter zum zwischenzeitlichen 1:1. Im Juni 1977 nahm er an der erfolgreichen Südamerikareise mit den Länderspielen gegen Argentinien (3:1), Uruguay (2:0), Brasilien (1:1) und Mexiko (2:2) teil, ehe im Juni 1978 die Weltmeisterschaft in Argentinien mit dem Titelverteidiger aus Deutschland stattfand. Dort erlebte er auf dem Platz in Cordoba mit einem 2:3 das Ausscheiden gegen Österreich.
Während der Mini-WM 1981 in Uruguay kam er in den Spielen gegen Argentinien (1:2) und Brasilien (1:4) letztmals in der Nationalmannschaft zum Einsatz. In beiden Spielen agierte er vor Torhüter Harald Schumacher als Libero und dirigierte die Verteidiger Manfred Kaltz, Karlheinz Förster und Bernard Dietz.

### Trainer
Nach seiner Spielerlaufbahn und einem Jahr als Assistent bei Bayer 05 Uerdingen wurde er beim DFB 1990 Co-Trainer der Nationalmannschaft neben dem neuen Bundestrainer Berti Vogts, der bereits zu Spielerzeiten ein guter Freund Bonhofs war, und gewann mit ihm die Europameisterschaft 1996. Nach Vogts’ Rücktritt 1998 endete auch Bonhofs Tätigkeit. Anschließend war er kurzzeitig Trainer der U-21-Nationalmannschaft, wurde aber schon am 12. November 1998 als Nachfolger von Friedel Rausch Trainer von Borussia Mönchengladbach; die Mannschaft stieg mit ihm erstmals aus der Bundesliga ab. Nach einem Start mit drei Niederlagen in der 2. Liga endete sein Engagement am 31. August 1999, auf ihn folgte Hans Meyer als neuer Coach.
2002 folgte Bonhof wieder Berti Vogts als Co-Trainer der schottischen Nationalmannschaft und blieb dies auch von 2004 bis 2005 unter Walter Smith. Zusätzlich war er in dieser Zeit Trainer der U-21-Nationalmannschaft. 2005 kündigte er den Vertrag vorzeitig, um seinem Nachfolger eine längere Einarbeitungszeit zu ermöglichen.
Vom 1. September 2006 bis zum November 2008 arbeitete Bonhof als Scout für den FC Chelsea, ehe er aufgrund von Sparmaßnahmen vom Verein entlassen wurde. Er war für Deutschland und Österreich zuständig und sollte vor allem Talente sichten, die für eine Verpflichtung bei Chelsea in Frage kommen.

### Funktionär
Am 10. Februar 2009 kehrte Bonhof zu Borussia Mönchengladbach zurück und nahm das Angebot des Vereinspräsidenten Rolf Königs an, neben Siegfried Söllner zweiter Vizepräsident zu werden. Im März 2024 trat Bonhof die Nachfolge von Rolf Königs als Präsident von Borussia Mönchengladbach an.

## Soziales Engagement
Seit Sommer 2008 engagiert sich Bonhof als Sportbotschafter für das Sozialprojekt Wir helfen Afrika zur Fußball-Weltmeisterschaft 2010 in Südafrika. Er ist Mitglied des Kuratoriums der humanitären Hilfsorganisation Help – Hilfe zur Selbsthilfe.

## Erfolge

### Borussia Mönchengladbach
- UEFA-Pokal-Sieger: 1975
- Deutscher Meister: 1970/71, 1974/75, 1975/76, 1976/77
- DFB-Pokal-Sieger: 1973
- Deutscher Supercup-Sieger: 1977 (inoffiziell)

### FC Valencia
- Spanischer Pokalsieger: 1979
- Europapokal der Pokalsieger: 1980

### Nationalmannschaft
- Weltmeister: 1974
- Europameister: 1972, 1980, 1996 (als Co-Trainer)

### Auszeichnungen
- 1976 Einstufung als Weltklasse in der Rangliste des deutschen Fußballs
- 1974 Verleihung des Silbernen Lorbeerblatts

## Rekord
Rainer Bonhof war 32 Jahre lang der einzige Fußballspieler, der zweimal als Spieler die Europameisterschaft gewinnen konnte (1972 und 1980). Erst durch Spaniens Titelverteidigung 2012 erweiterte sich dieser Kreis auf 12 Spieler, unter denen Bonhof der einzige Nicht-Spanier ist. Kurioserweise spielte Bonhof bei beiden EM-Turnieren keine einzige Minute.